# Vitberget
Vitberget ist der höchste Berg in der historischen schwedischen Provinz Norrbotten, welche zur Provinz Norrbottens län gehört. Unweit des Berges liegt das Dorf Vitberget, welches zur Gemeinde Älvsbyn gehört. Die nächste größere Stadt ist Vidsel.
Vom Dorf führt ein Wanderweg auf den Berg, auf dem sich auch eine Übernachtungshütte befindet. Gepflegt wird der Weg und die Hütte von einem privaten Verein.
Der Berg, welcher ursprünglich Hvitbäcken hieß, befindet sich unweit der Landstraße 374 (die so genannte Jokkmokk-Straße) zwischen Piteå und Jokkmokk. Zudem fließt der Fluss Vitbäcken durch das Dorf.